# Faustino Rodríguez-San Pedro
Faustino Rodríguez-San Pedro Díaz-Argüelles (Gijón, 30 de junio de 1833-Gijón, 10 de enero de 1925) fue un abogado y político español, ministro de Hacienda, ministro de Estado y ministro de Instrucción Pública y Bellas Artes durante el reinado de Alfonso XIII.

## Biografía
Cursó los estudios de Derecho en la Universidad de Oviedo, para ejercer luego como abogado en esta misma ciudad y trasladarse más tarde a Madrid, donde su despacho alcanzó un gran renombre. Diputado por Alicante en las elecciones de 1884, en los procesos electorales celebrados entre 1886 y 1898 obtendría escaño por la circunscripción de Cuba. En 1899 pasó al Senado como senador vitalicio, llegando a ser vicepresidente de dicha cámara.

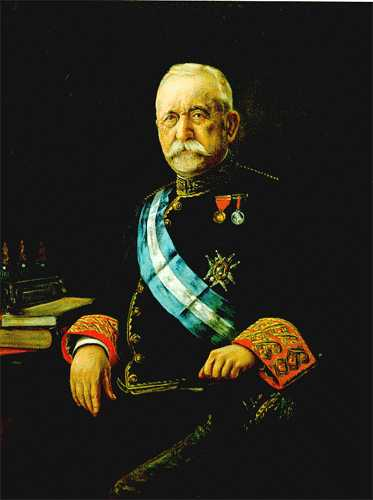
Retrato de Rodríguez-San Pedro

El 5 de octubre de 1890 se convirtió en alcalde de Madrid, siendo su principal aportación a la ciudad la creación del parque de La Elipa.
Fue ministro de Hacienda entre el 25 de marzo y el 20 de julio de 1903 en un gabinete Silvela. Posteriormente, entre el 5 de diciembre de 1903 y el 16 de diciembre de 1904, fue ministro de Estado en un gobierno Maura, y finalmente, entre el 25 de enero de 1907 y el 21 de octubre de 1909, fue ministro de Instrucción Pública y Bellas Artes en el conocido como «gobierno largo» de Maura.
Fue profesor de la Universidad Central de Madrid, académico de la Real Academia de Ciencias Morales y Políticas, presidente de la Unión Ibero-Americana durante cuya presidencia creó el denominado entonces Día de la Raza, actualmente Día de la Hispanidad. Fue también presidente del Consejo de Administración de los Ferrocarriles del Norte.

## Descendencia
Era abuelo de Ramón Rato y bisabuelo de Rodrigo Rato, exvicepresidente del gobierno español y de los ex consejeros del Gobierno de Asturias Santiago Menéndez de Luarca Navia-Osorio (Agricultura) y José María Navia-Osorio García-Braga (Sanidad).
Gran Collar de la Orden de Carlos III (1916).